# Unito Versand & Dienstleistungen
Die Otto Austria Group GmbH (vormals: UNITO Versand & Dienstleistungen GmbH) mit Sitz in Salzburg ist einer der größten Onlinehändler Österreichs. Mit Marken wie OTTO Österreich, Universal, Quelle etc. ist die Otto Austria Group im gesamten DACH-Raum tätig. Zusätzlich zum Hauptgeschäft, dem Multichannel-Marketing, ist das Unternehmen in den Geschäftsfeldern Finanzdienstleistungen und Business-to-Business-Dienstleistungen aktiv. Der Umsatz im Geschäftsjahr 2023/24 betrug 349 Millionen Euro.

## Unternehmensstruktur
Die Otto Austria Group GmbH zählt als Tochterunternehmen der BAUR-Gruppe zur weltweit agierenden Hamburger Otto Group und ist in den Märkten Österreich, Deutschland und Schweiz aktiv. Die Anteile an der Gruppe halten mit 63 % Baur Versand und mit 37 % Schwab-Versand, die wiederum zur Otto Group zählen. Die Geschäftsführung besteht aus Harald Gutschi und Achim Güllmann. Firmensitz ist Salzburg, weitere Standorte sind Graz und Linz.

## Geschichte
2003 wurden beide österreichischen Marken der Otto Group, Universal und OTTO, zur UNITO Versand & Dienstleistungen GmbH zusammengeschlossen. 2005 expandierte Unito mit der Marke OTTO nach Südtirol/Italien. 2010 folgte die Expansion in die Schweiz durch die Übernahme der beiden Versandhandelsmarken Quelle V (Versandhandel) und Ackermann (Versand). 2011 kam es durch UNITO zur Revitalisierung der Marke Quelle auf dem österreichischen Markt als reinem Online-Händler. 2013 folgte mit den Marken Quelle und Alpenwelt die Expansion auf den deutschen Markt. 2015 eröffnete die UNITO-Gruppe zwei Online-Shops in Österreich und der Schweiz. Mit 1. März 2016 übernahm UNITO die OTTO Central Europe GmbH in Budapest als hundertprozentige Tochtergesellschaft. Zum Ende des Geschäftsjahres 2019/2020 wurde die OTTO Central Europe GmbH aufgelöst. Während die Unternehmensgruppe in den darauffolgenden Corona-Jahren Rekordumsätze erzielte, wurde Quelle Schweiz und Österreich mit anderen UNITO-Marken verschmolzen. Ab dem Jahr 2023 besteht Quelle nur noch in Deutschland. Im April 2024 benannte sich die UNITO-Gruppe in Otto Austria Group um. 

## Geschäftsfelder

### E-Commerce
Der Unternehmensgruppe ist die Online-Transformation gelungen: Für jede ihrer fünf Marken wird ein eigener Online-Shop betrieben. Mittlerweile erreicht die Unternehmensgruppe einen Online-Anteil von rund 95 Prozent.

### Inkasso
Das Tochterunternehmen OKO Inkasso-Auskünfte Ges.m.b.H. & Co. KG mit Sitz in Linz ist ein Inkassounternehmen mit eigenem Inkasso-Außendienst. Zum Firmenzweck zählen Bonitätsauskünfte sowie Adress- und Arbeitsplatzermittlungen.

### B2B-Dienstleistungen
Der Bereich Customer Service ist das Kundenberatungszentrum mit Sitz in Graz und verantwortet die Kommunikationskanäle Telefon und E-Mail. Zu den Kunden zählen Konzernfirmen der Otto Group wie Heine oder Bon Prix.

## Nachhaltigkeit
Das Unternehmen setzt nach eigenen Angaben auf Baumwolle der Initiative Cotton made in Africa und Bio-Baumwolle. Seit 1. Januar 2021 werden alle Bestellungen CO2-neutral auf der letzten Meile durch Kompensation zugestellt.